# Neve Daniel
Neve Daniel (hebreo: נווה דניאל) es un asentamiento israelí ubicado en el oeste del Gush Etzion, en la Gobernación de Belén, en Cisjordania (Palestina). Se encuentra al sur de Jerusalén y al oeste de Belén.
Neve Daniel fue establecida el 18 de julio de 1982, en la ubicación de la antigua granja Cohen. A su vez, la granja Cohen había sido fundada el 6 de septiembre de 1935. El lugar estuvo mucho tiempo sin presencia israelí durante la ocupación de Jordania en la región, hasta que Israel conquistó y ocupó militarmente Cisjordania en 1967, facilitando la construcción del asentamiento que es hoy en día.
Su población es muy diversa pues, además de haber colonos israelíes, la ciudad tiene muchos inmigrantes judíos que llegaron a Israel desde la antigua Unión Soviética, Francia y Estados Unidos y otros muchos anglosajones provenientes de otras naciones. La población del asentamiento fue estimada en 800 en el año 2001 y pasó a casi 1.300 en 2006. Un nuevo barrio llamado "Dunam 900" está siendo construido para acomodar su crecimiento.
Neve Daniel es conocida también por su gran cantidad de supermercados, sinagogas y otros tipos de negocios.